# ブローアウトパネル
ブローアウトパネルまたは破裂板式安全装置（はれつばんしきあんぜんそうち）は、高圧力や負圧などを扱う機械装置や配管などに用いられる保安用部品の1つであり、瞬時や短時間での圧力上昇に対応する用途や圧力逃がし弁の動作不良時の安全確保用などに用いられる。

## 概要
破裂板は化学反応容器や発電設備をはじめ、多様な機械装置に用いられている。漢字表記での「破裂板」は、英語、およびカタカナ表記では、四角い形状のものが"blow-out panel"「ブローアウトパネル」、"blow-off panel"「ブローオフパネル」などと呼ばれ、円盤状のものは"Rupture disc"「ラプチャーディスク」などと呼ばれたりするが、形状を除けばほぼ同一のものである。本記事では「破裂板」という表記も用いる。
似たような安全装置として圧力逃がし弁が存在するが、破裂板が比較的安価でもあり、電磁力や流体圧力によって作動する弁は万一の故障や制御の異常・喪失状況や内容物の固着などによって機能喪失が想定されるため、こういった危険性を回避するために可動部を持たず確実に動作する破裂板が単独で採用されたり、弁と併用されることがある。圧力逃がし弁は幾度も使用可能であるが、破裂板は一度だけの使い捨てとなる。設定された圧力で確実に作動することや、耐食性、低保守性、内容物の滞留回避などが求められる。設定圧力や設定温度に達した場合、ただちに流体（液体や気体、粉体）による過剰な圧力を外部の安全な空間側へ開放することで、高圧となった装置の破裂に伴う破滅的な事故や装置全体の損傷を回避する目的で用いられる。金属製の他にカーボン製などがあり、内容物に応じて内面をコーティングしたものもある。

## 原子力施設での使用
ブローアウトパネルは、原子炉建屋やタービン建屋の壁にあらかじめ空けられた穴をふだんは塞いでいる板である。これは通常時の建屋の気密性を保つことで、たとえば放射性物質を含む水蒸気が原子炉格納容器や配管から漏洩したとしても、外部環境に出さずに処置をするまで閉じ込めておく目的がある。そして万一建屋内の圧力の過大な増加や減少が生じたときには、建屋全体の爆発を避けるために、瞬時に自動的に開いて、圧力を逃がすように物理的な仕掛けがしてある。このとき、放射性物質があれば大気に漏洩するという重大な影響は生じるが、それでも建屋が爆発するよりは放射性物質の漏洩が少なく済ませるという考えである。
たとえば過酷事故のあるシナリオでは「原子炉格納容器が破損するとドライウェル破損口よりガス（水素・窒素・水蒸気）とともに核反応生成物が原子炉建屋へ放出され、さらに建屋に設けられたブローアウトパネルが開放し、核反応生成物が環境へ放出される」とされている。
ただこれは、建屋に溜まった圧力の低い水素を逃がすものではないので、通常の閉止状態ではむしろ水素爆発の防止になるというよりは助長するものである。2011年3月の福島第一原子力発電所事故における1号機と3号機の水素爆発は、ブローアウトパネルがあっても防げなかったものである。
このとき3号機の水素爆発の衝撃で2号機原子炉建屋のブローアウトパネルが壊れて開放してしまったために、皮肉なことに2号機の建屋は水素が溜まらなかったので建屋の水素爆発を免れた、とみる専門家もいる。ただし、2号機の圧力抑制プールは（建屋内で）爆発で破損した。

### 故障の検知
柏崎刈羽原子力発電所は2007年7月16日の新潟県中越沖地震でブローアウトパネルが脱落して建屋の気密性が失われた。炉心の冷却ができない緊急事態の中でこの重要な事実も発生していた（柏崎刈羽原子力発電所#炉心の冷却）。
この反省から、ブローアウトパネルが開いたことを検知して操作員に警報を発する回路を設けるという取り組みもみられる。

### 従来のブローアウトパネルの限界
福島第一原子力発電所事故1号機、3号機で起こったような水素爆発を今後防止するためには、従来のブローアウトパネルの位置や構造では不十分であることが明らかになった。もし水素が建屋に充満して爆発の危険が高まったときは、たとえ室内の圧力が低くても操作によって開放して排気できるような位置、構造にする、といったことが従来できていなかったことが仇となった。5、6号機では、水素爆発を防ぐために原子炉建屋の上部に穴を空けて水素を逃がす緊急対処さえ行われた。
また、地震や他の号機の爆発で簡単に脱落してしまう設計強度の問題や、内部の放射能をこして放出することができないという機能上の限界もある。

## 戦車での使用
ブローオフパネルは、主に西側諸国の第三世代戦車の砲塔後部バスル内弾薬庫の天井部に設けられているパネルハッチである。これは通常時は車外から弾薬庫に砲弾を補充するための給弾ハッチである。しかし戦闘においてこの砲塔後部バスル内弾薬庫に被弾して搭載している砲弾が誘爆した際には、戦闘室内の乗員が死傷することを防ぐために、このハッチは瞬時に吹き飛んで爆発力を上空に逃がすようになっている。これにより、搭載弾薬の誘爆で戦車が修理不能なまでの損傷に至るのを防ぎ、乗員の生存率も向上するとされている。